# William Spry
William Spry (Windsor, 11 gennaio 1864 – Washington, 21 aprile 1929) è stato un politico statunitense che fu il terzo governatore dello Utah, in carica per due mandati, dal 4 gennaio 1909 al 1 gennaio 1917.

## Biografia

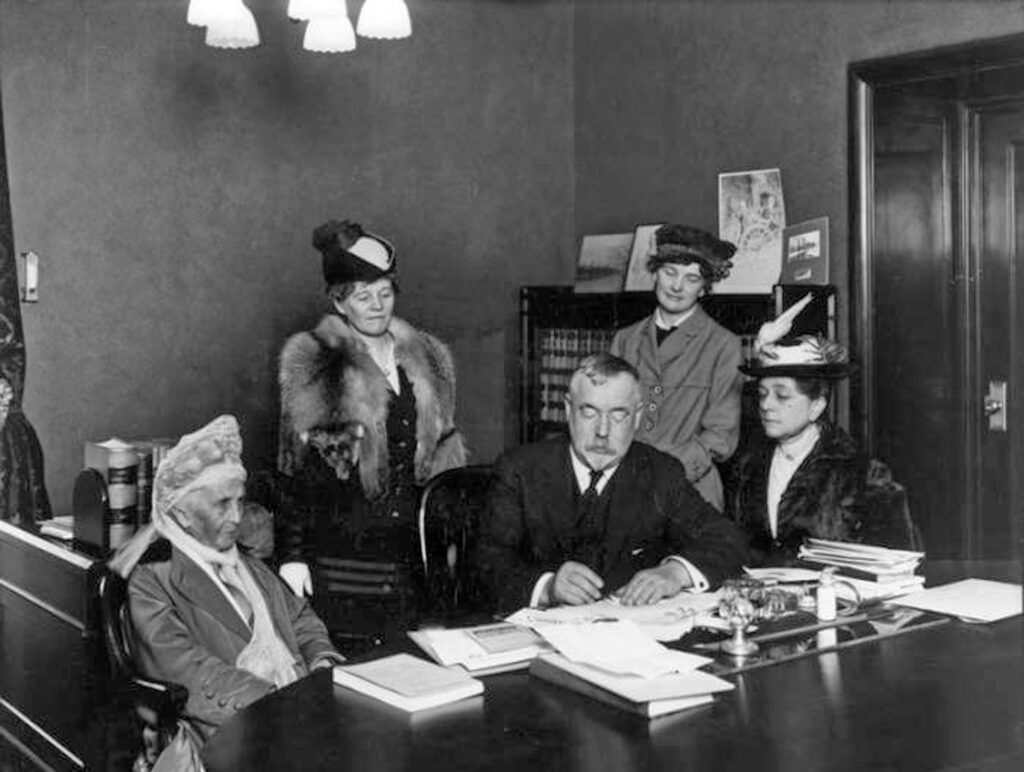
Il governatore dello Utah William Spry incontra nel suo ufficio le leader delle suffragette. Questa fotografia del 1915 mostra Emmeline Wells, leader riconosciuta del gruppo, seduta alla sinistra del governatore.

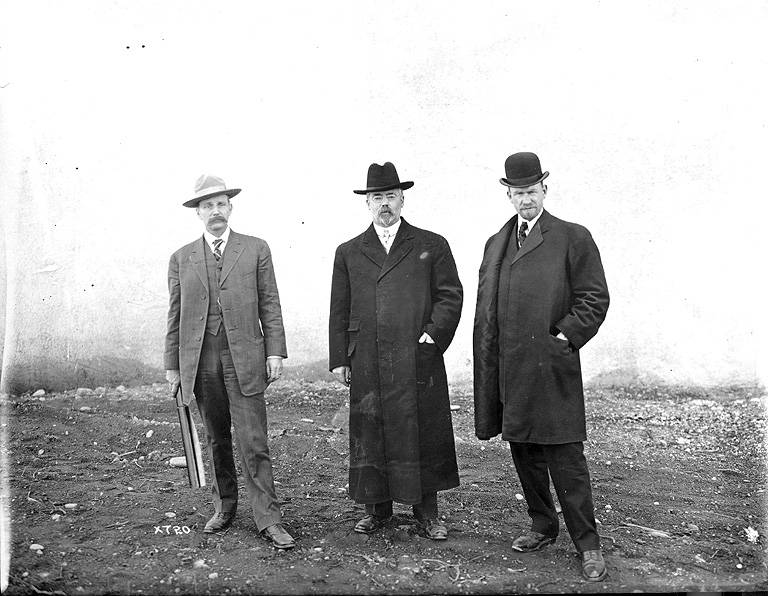
La Commissione dello Utah, tra cui il governatore William Spry, seleziona il sito per l'edificio dello Utah, Alaska Yukon Pacific Exposition, Seattle, maggio 1909.

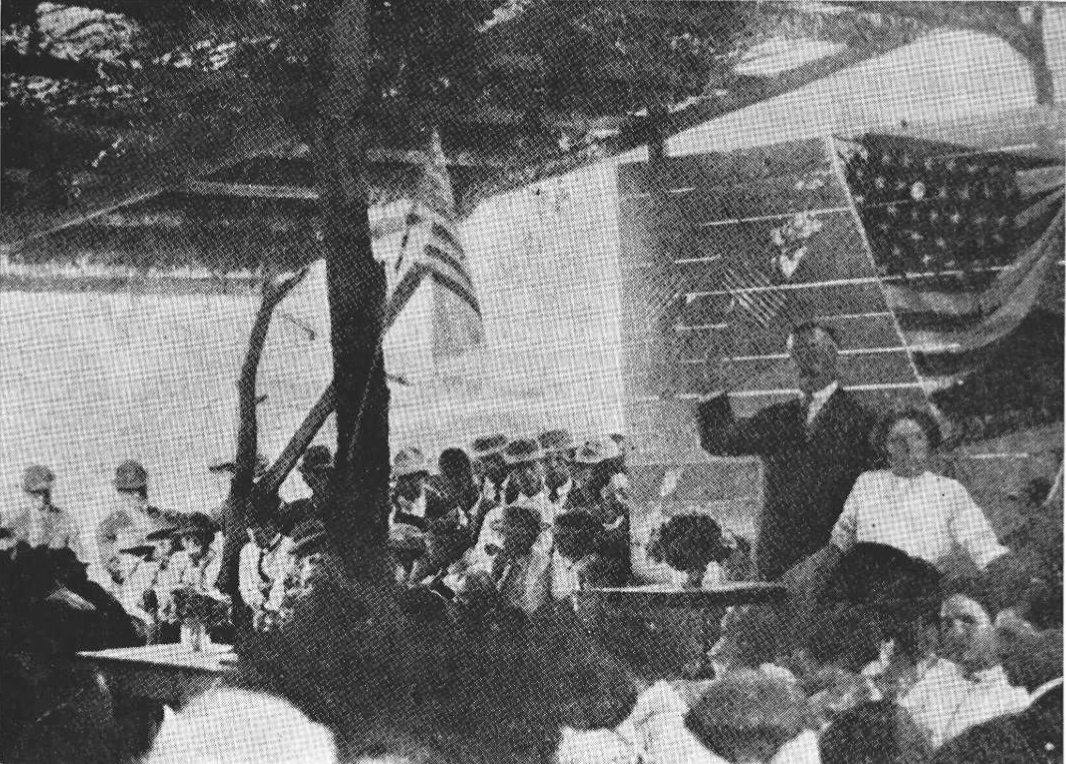
Il governatore dello Utah William Spry parla allo Utah Harvest Festival, a Clarion, il 18 agosto 1912.

Nacque a Windsor, Berkshire, Gramn Bretagna, l'11 gennaio 1864, figlio del sarto Philip e della sarta Sarah Townsend . Emigrò nella contea di Tooele, Utah, con i suoi genitori all'età di 11 anni, nel 1875. Nel 1977 lasciò la scuola e nel 1885, fu chiamato come missionario della Chiesa di Gesù Cristo dei Santi degli Ultimi Giorni e andò a servire in una missione degli Stati del Sud. Dal 1888 al 1891, prestò servizio come presidente della Missione degli Stati del Sud. Nel 1890, durante la sua missione, Spry ricevette il permesso dai leader della chiesa di tornare brevemente a Salt Lake City dove sposò Mary Alice Wrathall. In seguito si dedicò all'allevamento e a diverse altre attività. Nel 1894 entrò in politica servendo inizialmente come esattore delle tasse per la contea di Tooele, nel 1902 fu eletto alla Camera dei rappresentanti dello Utah, e nel 1905 fu nominato membro del Consiglio dei commissari fondiari dello stato dello Utah.
Dal 1906 al 1908, servì come US Marshal per il Tribunale distrettuale degli Stati Uniti per il distretto dello Utah grazie all'influenza del senatore Reed Smoot. Membro chiave del "Federal Bunch", la cerchia di Smoot, era estremamente abile nel lavorare anche con i non mormoni. Ottenne la nomina a governatore dell'Utah nel 1908, e sconfiggendo il democratico Jesse William Knight e il candidato del partito americano, James A. Street, venendo eletto il 4 gennaio 1909.  Appartenente al Partito Repubblicano sottolineò alla legislatura la necessità di un Campidoglio statale.  Il progetto fu inizialmente  respinto, poi andò avanti nel 1911, quando lo Stato ricevette 798.546 dollari in tasse di successione dal patrimonio del defunto multimilionario Edward Henry Harriman.  Nominò una commissione di sette membri per gestire il progetto e il Campidoglio dello Stato dello Utah fu ufficialmente aperto al pubblico nel 1916. Durante la sua amministrazione, furono promulgate leggi che proibivano il lavoro minorile e la vendita o la distribuzione di prodotti del tabacco ai minori. Inoltre fece costruire un'armeria per la Guardia Nazionale e creò una commissione stradale statale.
Venne rieletto governatore nel 1912,  sconfiggendo il democratico John F. Tolton e il progressista Nephi L. Morris. Tra le importanti leggi sociali approvate da egli durante il suo secondo mandato, figuravano una misura che imponeva alle contee di sostenere le madri con figli a carico e un disegno di legge che garantiva ai coniugi che vivevano insieme l'affidamento congiunto ed equo dei figli. Il secondo suo secondo mandato fu segnato anche da alcune controversie.  L'immigrato svedese e attivista sindacale Joe Hill fu condannato a morte per l'omicidio di due uomini, un droghiere e di suo figlio, a Salt Lake City nel 1914, nonostante le prove circostanziali.  Nonostante gli appelli ricevuti da tutto il mondo, tra cui una richiesta del Presidente degli Stati Uniti Woodrow Wilson, per un nuovo processo, in mancanza di nuove prove egli rifiutò e Hill fu giustiziato il 19 novembre tramite plotone di esecuzione. Lui e la sua famiglia ricevettero numerose minacce di morte.
Per lui il proibizionismo era una questione delicata. Nel 1909 i legislatori repubblicani bloccarono un disegno di legge e lui  pose il veto su di un altro. Il senatore Smoot era a favore dell'opzione locale, sostenendo che un proibizionismo a livello statale avrebbe alimentato i vecchi antagonismi tra Mormoni e Gentili e avrebbe avuto ripercussioni negative sul partito repubblicano e sulle sue fortune politiche. Come governatore firmò un disegno di legge sull'opzione locale nel 1911 e pose il veto a un altro disegno di legge sul proibizionismo a livello statale nel 1915, una mossa che gli costò la nomina nel 1916 per un terzo mandato.
Dopo aver perso la campagna per un seggio al Congresso nel 1918, contro il democratico James H. Mays, fu rappresentante della Western Irrigation Association fino al 1921, quando il presidente Warren Harding lo nominò commissario dell'Ufficio generale delle terre pubbliche degli Stati Uniti. Morì a Washington, DC, a causa di un ictus, il 21 aprile 1929, e fu poi sepolto nel cimitero di Salt Lake City.

### Fonti
1. 1 2 3 4 5 6 7 8 9 10 11  Utah State Capitol.
2. 1 2 3 4 5 6 7 8 9  National Governors Association.
3. 1 2 3 4 5 6 7 8 9 10 11 12 13 14  Utah History Encyclopedia.
4. ↑  Jenson 1941, p. 822.
5. ↑  Rosemont 2002, p. 139.
6. ↑  Ludlow 1992, p. 1158.
7. ↑  Ludlow 1992, p. 634.